# 2001年孟加拉國總統選舉
2001年孟加拉國總統選舉於該年11月12日舉行，阿卜杜勒·卡禪·穆罕默德·巴扎杜沙·喬杜里在無其他參選人下成功當選。原先有二人遞交提名表格，但不久後撤回提名。阿卜杜勒·卡禪·穆罕默德·巴扎杜沙·喬杜里於2001年11月14日宣誓就職。